# Сухая Нерута
Сухая Нерута (Песчанка) — река в России, протекает в Ненецком автономном округе. Начинается в 1,5 километрах к северо-востоку от озера Верхнее Юндоты. Протекает в дельте реки Неруты, впадает в Болванскую губу Печорской губы Баренцева моря. Длина реки составляет 31 км.

## Данные водного реестра
По данным государственного водного реестра России относится к Двинско-Печорскому бассейновому округу, водохозяйственный участок — реки бассейна Баренцева моря от восточной границы бассейна р. Печора до восточной границы бассейна р. Бол. Ою. Речной подбассейн реки — подбассейн отсутствует. Речной бассейн реки — бассейны рек междуречья Печоры и Оби, впадающие в Баренцево море.
Код объекта в государственном водном реестре — 03060000112103000085019.